# アリ・サイディ＝シエフ
アリ・サイディ＝シエフ（アラビア語:علي سيدي سيف, ローマ字:Ali Saïdi-Sief、1978年3月15日 - ）は、アルジェリアの陸上競技選手。アルジェリア北東部のコンスタンティーヌ出身。
2000年シドニーオリンピックの5000mに出場。13分36秒20の記録でエチオピアのミリオン・ウォルデに次いで銀メダルを獲得した。2001年のエドモントンの世界選手権で禁止薬物ナンドロロンが検出されたため2年間の出場停止処分を受ける。出場禁止があけた2004年アテネオリンピックでも5000mに出場するも、10位という結果に終わっている。2008年北京オリンピック5000mでは予選敗退した。

## 自己ベスト
- 1500m - 3分29秒51 （2001年7月4日:ローザンヌ）
- 1マイル - 3分48秒23 （2001年7月13日:オスロ）
- 3000m - 7分25秒02 （2000年8月18日:モナコ）
- 5000m - 12分50秒86 （2000年6月30日:ローマ）

## 主な実績
| 年   | 大会                     | 場所                     | 種目  | 結果 | 記録       |
| ---- | ------------------------ | ------------------------ | ----- | ---- | ---------- |
| 1998 | アフリカ陸上選手権       | ダカール(セネガル)       | 1500m | 3位  | 3分47秒89  |
| 2000 | アフリカ陸上選手権       | アルジェ(アルジェリア)   | 1500m | 1位  | 13分26秒86 |
| 2000 | オリンピック             | シドニー(オーストラリア) | 5000m | 2位  | 13分36秒20 |
| 2000 | IAAFグランプリファイナル | ドーハ(カタール)         | 3000m | 2位  | 7分47秒16  |
| 2004 | オリンピック             | アテネ(ギリシャ)         | 5000m | 10位 | 13分32秒57 |